# Südostdeutsche Fußballmeisterschaft 1910/11

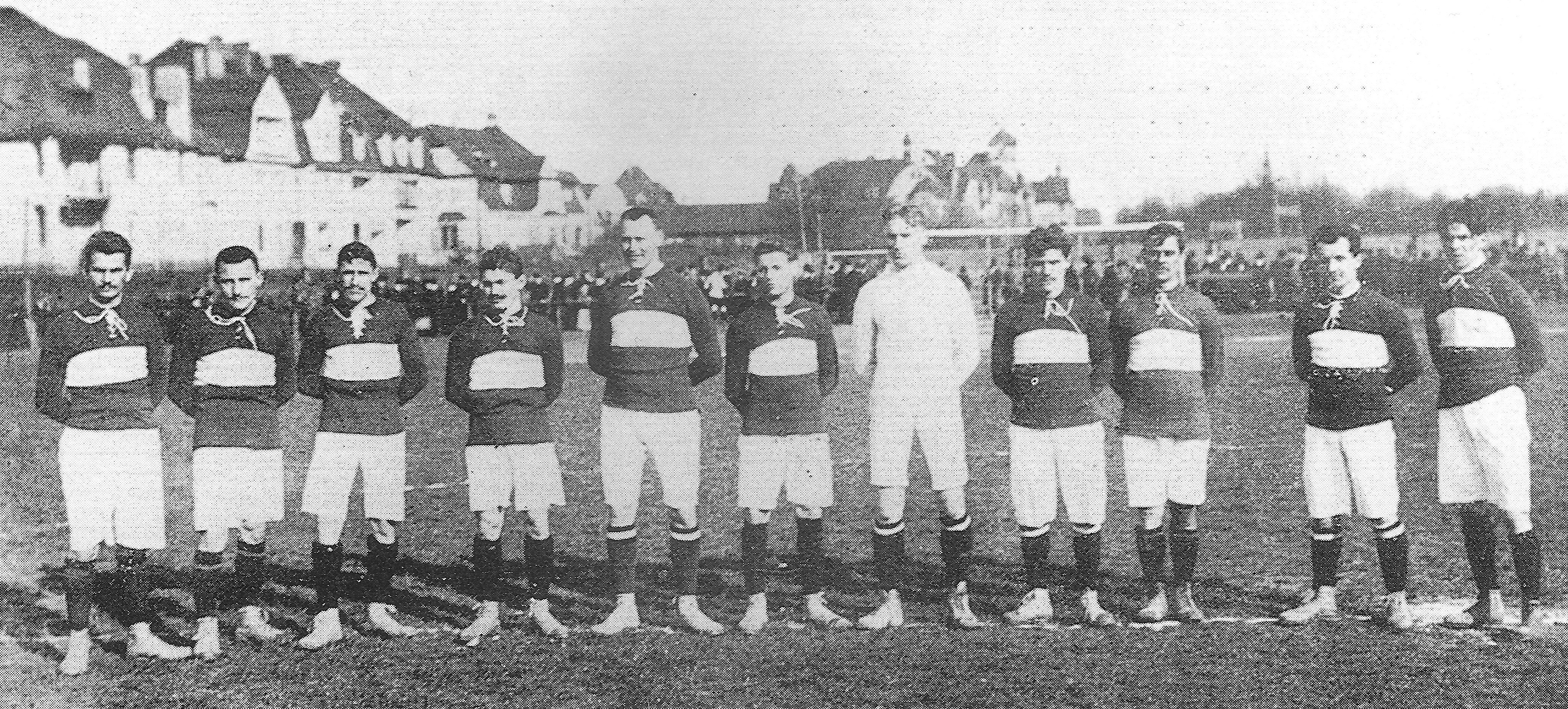
Die Mannschaft des FC Askania Forst 1911.
Von links: Wolf, Jahnke, Jank, Schulz, Furktert, Koßwig, Briesemann, Habertag, Hamann, Jahn, Winkler.

Die südostdeutsche Fußballmeisterschaft 1910/11 war die fünfte Austragung der südostdeutschen Fußballmeisterschaft des Südostdeutschen Fußball-Verbandes (SOFV). Die Meisterschaft gewann erstmals der FC Askania Forst durch einen 3:0-Erfolg im Wiederholungsspiel über den SC Germania 1904 Breslau. Durch den Gewinn der Verbandsmeisterschaft qualifizierten sich die Forster für die deutsche Fußballmeisterschaft 1910/11, bei der die Mannschaft nach einer knappen 2:3-Niederlage gegen den späteren Finalisten VfB Leipzig ausschied.

## Modus
Die Fußballmeisterschaft wurde in diesem Jahr in sechs regionalen 1. Bezirksklassen ausgespielt, deren Sieger für die Endrunde qualifiziert waren. Die Bezirksklasse Oberlausitz ist neu hinzugekommen. Die Bezirksklasse Oberschlesien war in die Gaue Kattowitz und Gleiwitz eingeteilt, deren jeweilige Erstplatzierten in einem Entscheidungsspiel die Fußballmeisterschaft von Oberschlesien ausspielten.
| Bezirk          | Bezirksmeister        |
| --------------- | --------------------- |
| Breslau         | SC Germania Breslau   |
| Niederlausitz   | FC Askania Forst      |
| Niederschlesien | ATV Liegnitz          |
| Oberschlesien   | SC Germania Kattowitz |
| Posen           | DSV Posen             |
| Oberlausitz     | SC Preußen Görlitz    |

## Bezirk I Breslau

### A-Klasse
| Pl. | Verein                      | Sp. | S  | U | N  | Tore    | Quote | Punkte |
| --- | --------------------------- | --- | -- | - | -- | ------- | ----- | ------ |
| 1.  | SC Germania Breslau         | 14  | 14 | 0 | 0  | 070:100 | 7,00  | 28:0   |
| 2.  | VfB Breslau                 | 14  | 10 | 0 | 4  | 041:270 | 1,52  | 20:80  |
| 3.  | SC Schlesien Breslau        | 14  | 8  | 1 | 5  | 051:360 | 1,42  | 17:11  |
| 4.  | VfR 1897 Breslau a (M)(SOM) | 14  | 7  | 1 | 6  | 038:190 | 2,00  | 15:13  |
| 5.  | SC Falke Breslau            | 14  | 6  | 1 | 7  | 029:510 | 0,57  | 13:15  |
| 6.  | SC Preußen Breslau          | 14  | 5  | 1 | 8  | 031:310 | 1,00  | 11:17  |
| 7.  | ATV Breslau                 | 14  | 3  | 1 | 10 | 019:570 | 0,33  | 07:21  |
| 8.  | SC Hertha Breslau b         | 14  | 0  | 1 | 13 | 014:620 | 0,23  | 01:27  |
| 9.  | SC 1904 Breslau c (N)       | 0   | 0  | 0 | 0  | 000:000 | 1,00  | 0:0    |

(SOM) Südostdeutscher Titelverteidiger

(M) Titelverteidiger Bezirk

(N) Aufsteiger aus der 2. Klasse

### B-Klasse
| Pl. | Verein                                | Sp. | S | U | N | Tore    | Quote | Punkte |
| --- | ------------------------------------- | --- | - | - | - | ------- | ----- | ------ |
| 1.  | Breslauer BC d                        | 8   | 6 | 0 | 2 | 023:130 | 1,77  | 12:40  |
| 2.  | SC Pfeil Breslau                      | 7   | 4 | 1 | 2 | 017:100 | 1,70  | 09:50  |
| 3.  | SV Corso Breslau                      | 7   | 4 | 0 | 3 | 028:230 | 1,22  | 08:60  |
| 4.  | SC Viktoria Breslau                   | 8   | 3 | 0 | 5 | 027:210 | 1,29  | 06:10  |
| 5.  | SC Britannia Breslau                  | 6   | 2 | 1 | 3 | 019:170 | 1,12  | 05:70  |
| 6.  | FC Eintracht Breslau (N)              | 3   | 2 | 0 | 1 | 013:600 | 2,17  | 04:20  |
| 7.  | SC Union Breslau (N)                  | 4   | 2 | 0 | 2 | 013:240 | 0,54  | 04:40  |
| 8.  | SC Borussia Breslau e                 | 4   | 1 | 0 | 3 | 003:200 | 0,15  | 02:60  |
| 9.  | SV Komet Breslau (N)                  | 5   | 1 | 0 | 4 | 017:260 | 0,65  | 02:80  |
| 10. | SC Sturm Breslau f                    | 0   | 0 | 0 | 0 | 000:000 | 1,00  | 0:0    |
| 11. | Olympische Vereinigung 1908 Breslau g | 0   | 0 | 0 | 0 | 000:000 | 1,00  | 0:0    |

(N) Neuling

## Bezirk II Niederlausitz

### 1. Klasse
| Pl. | Verein                 | Sp. | S | U | N | Tore    | Quote | Punkte |
| --- | ---------------------- | --- | - | - | - | ------- | ----- | ------ |
| 1.  | FC Askania Forst (M)   | 10  | 9 | 1 | 0 | 032:300 | 10,67 | 19:10  |
| 2.  | FV Brandenburg Cottbus | 10  | 7 | 1 | 2 | 022:100 | 2,20  | 15:50  |
| 3.  | SC Viktoria Cottbus    | 10  | 3 | 2 | 5 | 015:180 | 0,83  | 08:12  |
| 4.  | TuFC Britannia Cottbus | 10  | 3 | 1 | 6 | 013:240 | 0,54  | 07:13  |
| 5.  | FC Viktoria Forst (N)  | 10  | 2 | 2 | 6 | 008:180 | 0,44  | 06:14  |
| 6.  | SC Alemannia Cottbus   | 10  | 2 | 1 | 7 | 013:300 | 0,43  | 05:15  |

(M) Titelverteidiger Bezirk

(N) Aufsteiger aus der 2. Klasse

### 2. Klasse
Fehlende Spiele teilweise nicht überliefert, außerdem wurden einige Verbandsspiele nicht mehr ausgetragen, als die Meisterschaftsentscheidung entschieden war.
| Pl. | Verein                   | Sp. | S  | U | N  | Tore    | Quote | Punkte |
| --- | ------------------------ | --- | -- | - | -- | ------- | ----- | ------ |
| 1.  | FC Deutschland Forst (A) | 16  | 16 | 0 | 0  | 119:230 | 5,17  | 32:0   |
| 2.  | FC Hohenzollern Forst    | 14  | 9  | 2 | 3  | 064:160 | 4,00  | 20:80  |
| 3.  | FC Amicitia Forst        | 13  | 9  | 1 | 3  | 048:330 | 1,45  | 19:70  |
| 4.  | SC Union Cottbus         | 13  | 8  | 0 | 5  | 045:420 | 1,07  | 16:10  |
| 5.  | SC Wacker Ströbitz (N)   | 13  | 7  | 1 | 5  | 045:370 | 1,22  | 15:11  |
| 6.  | VfR Olympia Cottbus      | 14  | 4  | 1 | 9  | 045:370 | 1,22  | 09:19  |
| 7.  | SC Preußen Cottbus       | 13  | 3  | 1 | 9  | 039:700 | 0,56  | 07:19  |
| 8.  | FC Hertha Forst (N)      | 12  | 2  | 0 | 10 | 016:960 | 0,17  | 04:20  |
| 9.  | VfB Weißwasser (N)       | 14  | 0  | 0 | 14 | 010:770 | 0,13  | 0:28   |

(A) Absteiger aus der 1. Klasse

(N) Neuling

## Bezirk III Niederschlesien
| Pl. | Verein                  | Sp. | S | U | N | Tore    | Quote | Punkte |
| --- | ----------------------- | --- | - | - | - | ------- | ----- | ------ |
| 1.  | ATV Liegnitz (M)        | 4   | 4 | 0 | 0 | 017:500 | 3,40  | 08:0   |
| 2.  | ATV Liegnitz II (N)     | 2   | 2 | 0 | 0 | 007:400 | 1,75  | 04:0   |
| 3.  | FC Viktoria 06 Liegnitz | 2   | 0 | 0 | 2 | 004:100 | 0,40  | 0:40   |
| 4.  | FC Blitz 03 Liegnitz    | 3   | 0 | 0 | 3 | 005:140 | 0,36  | 0:60   |

(M) Titelverteidiger Bezirk

(N) Aufsteiger

## Bezirk IV Oberschlesien
Die Bezirksmeisterschaft wurde in vier Gauen ausgetragen.

### Gau Beuthen
| Pl. | Verein                     | Sp. | S | U | N | Tore    | Quote | Punkte |
| --- | -------------------------- | --- | - | - | - | ------- | ----- | ------ |
| 1.  | FC Hohenzollern Laurahütte | 4   | 4 | 0 | 0 | 021:500 | 4,20  | 08:0   |
| 2.  | FC Britannia Beuthen       | 1   | 1 | 0 | 0 | 004:000 | ∞     | 02:0   |
| 3.  | SC Beuthen                 | 2   | 1 | 0 | 1 | 007:600 | 1,17  | 02:20  |
| 4.  | SC 08 Königshütte          | 1   | 0 | 0 | 1 | 001:500 | 0,20  | 0:20   |
| 5.  | FC Germania Tarnowitz      | 1   | 0 | 0 | 1 | 001:900 | 0,11  | 0:20   |
| 6.  | VfR Königshütte            | 3   | 0 | 0 | 3 | 003:120 | 0,25  | 0:60   |

### Gau Gleiwitz
Nur wenige Ergebnisse überliefert, Tabellenpositionen spiegeln Endstand dar.
| Pl. | Verein                   | Sp. | S | U | N | Tore    | Quote | Punkte |
| --- | ------------------------ | --- | - | - | - | ------- | ----- | ------ |
| 1.  | SC Preußen Cosel         | 4   | 4 | 0 | 0 | 015:300 | 5,00  | 08:0   |
| 2.  | RV 1909 Gleiwitz (N)     | 1   | 0 | 0 | 1 | 001:500 | 0,20  | 0:20   |
| 3.  | SC Teutonia Gleiwitz (N) | 2   | 0 | 0 | 2 | 002:700 | 0,29  | 0:40   |
| 4.  | FC Borussia Zaborze (N)  | 1   | 0 | 0 | 1 | 001:400 | 0,25  | 0:20   |

(N) Aufsteiger aus der 2. Klasse

### Gau Kattowitz
| Pl. | Verein                    | Sp. | S | U | N | Tore    | Quote | Punkte |
| --- | ------------------------- | --- | - | - | - | ------- | ----- | ------ |
| 1.  | SC Germania Kattowitz (M) | 5   | 4 | 1 | 0 | 011:400 | 2,75  | 09:10  |
| 2.  | FC Preußen Kattowitz      | 5   | 4 | 0 | 1 | 021:600 | 3,50  | 08:20  |
| 3.  | SC Diana Kattowitz        | 5   | 3 | 1 | 1 | 022:900 | 2,44  | 07:30  |
| 4.  | Kattowitzer SC            | 5   | 2 | 0 | 3 | 014:100 | 1,40  | 04:60  |
| 5.  | SC Hohenlohehütte         | 5   | 1 | 0 | 4 | 008:330 | 0,24  | 02:80  |
| 6.  | Borussia Myslowitz (N)    | 5   | 0 | 0 | 5 | 001:150 | 0,07  | 0:10   |

(M) Titelverteidiger Bezirk

(N) Aufsteiger aus der 2. Klasse

### Gau Ratibor
Aktuell ist nur der Sieger, FC Ratibor 03, überliefert.

### Finalspiele um die Oberschlesische Meisterschaft
Halbfinale:
|               | Gesamt |                  | Hinspiel | Rückspiel |
| ------------- | ------ | ---------------- | -------- | --------- |
| FC Ratibor 03 | 13:20  | SC Preußen Cosel | 7:0      | 6:2       |

| Datum            |                       | Ergebnis |                            | Ort       |
| ---------------- | --------------------- | -------- | -------------------------- | --------- |
| 26. Februar 1911 | SC Germania Kattowitz | 19:00    | FC Hohenzollern Laurahütte | Kattowitz |

Finale:
| Datum        |                       | Ergebnis |               |
| ------------ | --------------------- | -------- | ------------- |
| 5. März 1911 | SC Germania Kattowitz | 12:10    | Fc Ratibor 03 |

## Bezirk V Posen
| Pl. | Verein             |
| --- | ------------------ |
| 1.  | DSV Posen          |
|     | FC Britannia Posen |
|     | FC Viktoria Posen  |
|     | FC Wacker Posen    |
|     | FC Union Posen (N) |

## Bezirk VI Oberlausitz
Aus dem Bezirk Oberlausitz ist aktuell nur der Sieger, SC Preußen Görlitz, überliefert.

## Endrunde
Die Endrunde um die südostdeutsche Fußballmeisterschaft wurde in dieser Saison erneut im K.-o.-System ausgetragen. Qualifiziert waren die Meister aus den 6 Bezirken.

### Vorrunde
| Datum         |                     | Ergebnis |                       | Ort     |
| ------------- | ------------------- | -------- | --------------------- | ------- |
| 19. März 1911 | SC Germania Breslau | 4:1      | SC Germania Kattowitz | Breslau |
| 19. März 1911 | FC Askania Forst    | 8:0      | SC Preußen Görlitz    | Cottbus |
| 19. März 1911 | DSV Posen           | 4:1      | ATV Liegnitz          | Posen   |

### Halbfinale
| Datum                                  |                     | Ergebnis |           | Ort     |
| -------------------------------------- | ------------------- | -------- | --------- | ------- |
| 2. April 1911                          | SC Germania Breslau | 3:1      | DSV Posen | Breslau |
| FC Askania Forst erhielte ein Freilos. |                     |          |           |         |

### Finale
| Datum          |                     | Ergebnis |                     | Ort     |
| -------------- | ------------------- | -------- | ------------------- | ------- |
| 14. April 1911 | SC Germania Breslau | A2:3 A   | FC Askania Forst    | Breslau |
| 23. April 1911 | FC Askania Forst    | 3:0      | SC Germania Breslau | Cottbus |